# العلاقات البلغارية الرومانية
العلاقات البلغارية الرومانية هي العلاقات الثنائية التي تجمع بين بلغاريا ورومانيا.

## مقارنة بين البلدين
هذه مقارنة عامة ومرجعية للدولتين:
| وجه المقارنة                                              | بلغاريا                                                                             | رومانيا                                                                               |
| --------------------------------------------------------- | ----------------------------------------------------------------------------------- | ------------------------------------------------------------------------------------- |
| المساحة (كم2)                                             | 110.99 ألف                                                                          | 238.40 ألف                                                                            |
| عدد السكان (نسمة)                                         | 7.08 مليون                                                                          | 19.59 مليون                                                                           |
| الكثافة السكانية (ن./كم²)                                 | 63.79                                                                               | 82.17                                                                                 |
| العاصمة                                                   | صوفيا                                                                               | بوخارست                                                                               |
| اللغة الرسمية                                             | اللغة البلغارية                                                                     | اللغة الرومانية                                                                       |
| العملة                                                    | ليف بلغاري                                                                          | ليو روماني                                                                            |
| الناتج المحلي الإجمالي (بليون دولار)                      | 56.83 مليار                                                                         | 211.80 مليار                                                                          |
| الناتج المحلي الإجمالي (تعادل القوة الشرائية) بليون دولار | 130.99 مليار                                                                        | 465.56 مليار                                                                          |
| الناتج المحلي الإجمالي الاسمي للفرد دولار أمريكي          | 8.03 ألف                                                                            | 9.47 ألف                                                                              |
| الناتج المحلي الإجمالي للفرد دولار أمريكي                 | 17.21 ألف                                                                           | 23.63 ألف                                                                             |
| مؤشر التنمية البشرية                                      | 0.782                                                                               | 0.793                                                                                 |
| رمز المكالمات الدولي                                      | +359                                                                                | +40                                                                                   |
| رمز الإنترنت                                              | .bg، .бг ‏                                                                           | .ro                                                                                   |
| المنطقة الزمنية                                           | ت ع م+02:00، ت ع م+03:00، أوروبا/صوفيا ‏، توقيت شرق أوروبا، توقيت شرق أوروبا الصيفي ‏ | ت ع م+02:00، ت ع م+03:00، أوروبا/بوخارست ‏، توقيت شرق أوروبا، توقيت شرق أوروبا الصيفي ‏ |

## مدن متوأمة
في ما يلي قائمة باتفاقيات التوأمة بين مدن بلغارية ورومانية:
- ترتبط يامبل مع ترجو جيو باتفاقية توأمة.
- ترتبط سليفن مع ألبا يوليا باتفاقية توأمة منذ 1965.
- ترتبط تارغوفيشته مع ترجوفيشت باتفاقية توأمة منذ 1975.
- ترتبط دوبريتش مع كونستانتسا باتفاقية توأمة.
- ترتبط بلجق [الإنجليزية]‏ مع مانغالايا باتفاقية توأمة.
- ترتبط روسه مع جورجيو باتفاقية توأمة منذ 1998.
- ترتبط تريافنا مع سيريت باتفاقية توأمة.
- ترتبط بلفن مع برايلا باتفاقية توأمة منذ 1999.
- ترتبط فيليكو ترنوفو مع ياش باتفاقية توأمة منذ 30 سبتمبر 2008.[21][22][23][24]
- ترتبط سيليسترا مع كالاراش باتفاقية توأمة.
- ترتبط General Toshevo [الإنجليزية]‏ مع مانغالايا باتفاقية توأمة.
- ترتبط فراتسا مع كرايوفا باتفاقية توأمة منذ 1966.
- ترتبط Veliko Tarnovo Municipality [الإنجليزية]‏ مع ياش باتفاقية توأمة منذ 12 ديسمبر 2005.[25][26][27][28]
- ترتبط رازغراد مع كالاراش باتفاقية توأمة.
- ترتبط شومن مع تولتشيا باتفاقية توأمة.
- ترتبط Popovo Municipality [الإنجليزية]‏ مع Câmpulung [الإنجليزية]‏ باتفاقية توأمة.
- ترتبط صوفيا مع بوخارست باتفاقية توأمة منذ 2000.

## منظمات دولية مشتركة
يشترك البلدان في عضوية مجموعة من المنظمات الدولية، منها:
| علم المنظمة | اسم المنظمة                               | تاريخ انضمام بلغاريا | تاريخ انضمام رومانيا |
| ----------- | ----------------------------------------- | -------------------- | -------------------- |
|             | المنظمة الأوروبية لسلامة الملاحة الجوية   | 1997                 | 1996                 |
|             | منظمة الشرطة الجنائية الدولية             | ?                    | ?                    |
|             | الاتحاد البريدي العالمي                   | ?                    | ?                    |
|             | مركز تنسيق الحركة في أوروبا ‏              | ?                    | ?                    |
|             | حلف شمال الأطلسي                          | 29 مارس 2004         | 29 مارس 2004         |
|             | منظمة التجارة العالمية                    | 1 ديسمبر 1996        | 1995                 |
|             | الفريق المعني برصد الأرض                  | ?                    | ?                    |
|             | مجموعة الموردين النوويين                  | ?                    | ?                    |
|             | اتفاقية السماوات المفتوحة                 | ?                    | ?                    |
|             | منظمة الأمن والتعاون في أوروبا            | 25 يونيو 1973        | 25 يونيو 1973        |
|             | Strategic Airlift Capability ‏             | ?                    | ?                    |
|             | مؤسسة التمويل الدولية                     | 22 يوليو 1991        | 23 سبتمبر 1990       |
|             | مجلس أوروبا                               | 7 مايو 1992          | 7 أكتوبر 1993        |
|             | منظمة حظر الأسلحة الكيميائية              | ?                    | ?                    |
|             | منظمة التعاون الاقتصادي للبحر الأسود      | ?                    | ?                    |
|             | الأمم المتحدة                             | 14 ديسمبر 1955       | 14 ديسمبر 1955       |
|             | الاتحاد الدولي للاتصالات                  | 18 سبتمبر 1880       | 9 فبراير 1866        |
|             | الاتحاد الأوروبي                          | 2007                 | 2007                 |
|             | البنك الدولي للإنشاء والتعمير             | 25 سبتمبر 1990       | 15 ديسمبر 1972       |
|             | مجموعة أستراليا                           | 2001                 | 1995                 |
|             | المركز الدولي لتسوية المنازعات الاستشارية | 13 مايو 2001         | 12 أكتوبر 1975       |
|             | وكالة ضمان الاستثمار متعدد الأطراف        | 23 سبتمبر 1992       | 10 سبتمبر 1992       |
|             | حلف وارسو                                 | 14 مايو 1955         | 14 مايو 1955         |
|             | مجلس التعاون الاقتصادي                    | 25 يناير 1949        | 25 يناير 1949        |
|             | يونسكو                                    | 17 مايو 1956         | 27 يوليو 1956        |

## أعلام
هذه قائمة لبعض الشخصيات التي تربطها علاقات بالبلدين:
- بوريس ستيفانوف (سياسي روماني، 8 أكتوبر 1883 – 11 أكتوبر 1969)
- بيتري جورجي (رئيس تحرير صحيفة روماني، 19 مارس 1907 – 8 فبراير 1943)
- دانييل بوريميروف (لاعب كرة قدم بلغاري، 15 يناير 1970[37] – )
- ليلي إيفانوفا (مغنية بلغارية، 24 أبريل 1939 – )
- ماريا من مانغوب (القرن الخامس عشر – 1477)

## وصلات خارجية
- موقع وزارة الخارجية البلغارية
- موقع وزارة الخارجية الرومانية